# Rhynchosia naineckensis
Rhynchosia naineckensis är en ärtväxtart som beskrevs av Renée Hersilia Fortunato. Rhynchosia naineckensis ingår i släktet Rhynchosia och familjen ärtväxter. Inga underarter finns listade i Catalogue of Life.